# Speicherbecken Orrot
Das Speicherbecken Orrot ist ein vom Landratsamt Aalen am 5. Dezember 1968 durch Verordnung ausgewiesenes Landschaftsschutzgebiet auf dem Gebiet der Gemeinden Jagstzell und Rosenberg im baden-württembergischen Ostalbkreis.

## Lage
Das 57 Hektar große Landschaftsschutzgebiet umfasst den Orrotsee und das Tal der Orrot zwischen Rosenberg-Unterknausen bis zum Rennecker Sägmühleweiher bei Jagstzell-Schweighausen. Es gehört zum Naturraum Schwäbisch-Fränkische Waldberge.

## Landschaftscharakter
Landschaftsprägend ist die Wasserfläche des Orrotsees und die bewaldeten Talhänge des Orrottals. Neben dem See sind noch einige weitere Wasserflächen vorhanden, darunter der Rennecker  Sägmühleweiher, einige Fischteiche und ein größerer Teich südlich des Sees. Oberhalb des Sees ist eine Feuchtwiese ausgebildet, oberhalb des Rennecker Sägmühleweihers liegt ein ausgedehntes Großseggenried. 

## Zusammenhängende Schutzgebiete
Der Teich südlich des Orrotsees ist Teil des FFH-Gebiets Virngrund und Ellwanger Berge.